# Steinsel
Steinsel é uma comuna do Luxemburgo, pertence ao distrito de Luxemburgo e ao cantão de Luxemburgo.

## Demografia
Dados do censo de 15 de fevereiro de 2001:
- população total: 4.402
  - homens: 2.108
  - mulheres: 2.294

- densidade: 201,83 hab./km²

- distribuição por nacionalidade:

| Nacionalidade  | População | %      |
| -------------- | --------- | ------ |
| luxemburgueses | 2.666     | 60,56% |
| estrangeiros   | 1.736     | 39,44% |
| - portugueses  | 428       | 9,72%  |
| - franceses    | 238       | 5,41%  |
| - italianos    | 242       | 5,50%  |
| - belgas       | 122       | 2,77%  |
| - alemães      | 160       | 3,63%  |
| - iuguslavos   | 12        | 0,27%  |
| - outros       | 534       | 12,13% |

- Crescimento populacional:

| Ano        | População |
| ---------- | --------- |
| 15/02/2001 | 4.402     |
| 01/01/2002 | 4.443     |
| 01/01/2003 | 4.413     |
| 01/01/2004 | 4.448     |
| 01/01/2005 | 4.508     |